# Omphalina pseudomuralis
Omphalina pseudomuralis är en lavart som beskrevs av Lamoure. Omphalina pseudomuralis ingår i släktet Omphalina och familjen Tricholomataceae.   Inga underarter finns listade i Catalogue of Life.